# Podu Turcului
Podu Turcului é uma comuna romena localizada no distrito de Bacău, na região de Moldávia. A comuna tem 89,46 km² de área, e em 2007 tinha 5 072 habitantes.